# Инженер Иван Иванов (булевард в София)
„Инженер Иван Иванов“ е булевард в София, простиращ се в направление север-юг, разположен западно от централната част на столицата.
Наречен е на знаменития кмет на София и проектант на язовир „Искър“ инженер Иван Иванов.
Булевардът се намира изцяло в район „Възраждане“. На север започва от бул. „Сливница“ и върви по течението на Владайската река. Булевардът свършва малко преди ТЕЦ Земляне в ж.к. „Красна поляна“.
Продължава от ляво срещу движението на Владайската река, пресича ул. „Житница“ като черен път, влиза в двора на „Гражданска защита“ и се свързва с ул. „Коломан“ при комплекс „Славия“. От софиянци се очаква Столичната община да го отпуши и пусне в експлоатация.
На пресичането с бул. „Александър Стамболийски“ е построен мемориалният Мост на героите – тогава най-широкият в столицата, открит от кмета ген. Владимир Вазов на 21 декември 1930 г.